# I’m a Believer
«I’m a Believer» (с англ. — «Я верю») ― песня, написанная Нилом Даймондом и исполненная группой The Monkees в 1966 году с вокалом Микки Доленца. Она заняла 1-е место в американском чарте Billboard Hot 100 за неделю, и оставалась там в течение 7 недель, став последним хитом 1966 года и самым продаваемым синглом 1967 года. Журнал Billboard поместил песню на 5-е место в списке лучших песен за 1967 год. Благодаря 1 051 280 предварительных заказов она стала золотой в течение двух дней после выпуска. Это один из сорока синглов за все время, проданных более чем 10 миллионами физических копий по всему миру.
Песня заняла 1-е место во многих странах, включая Великобританию, Австралию, Новую Зеландию, Канаду и Ирландию.

## Чарты
| Чарт (1967—68)               | Высшая позиция |
| ---------------------------- | -------------- |
| Australia (Go-Set)           | 1              |
| Austria                      | 1              |
| Belgium                      | 1              |
| Italy                        | 13             |
| Canada RPM Top Singles       | 1              |
| Germany                      | 1              |
| Ирландия (IRMA)              | 1              |
| Netherlands (Single Top 100) | 1              |
| New Zealand (Listener)       | 1              |
| Norway                       | 1              |
| South Africa (Springbok)     | 1              |
| UK (OCC)                     | 1              |
| U.S. Billboard Hot 100       | 1              |
| U.S. Cash Box Top 100        | 1              |

| Чарт (1967)            | Позиция |
| ---------------------- | ------- |
| Australia              | 8       |
| Canada                 | 12      |
| South Africa           | 2       |
| U.S. Billboard Hot 100 | 5       |
| U.S. Cash Box          | 8       |

| Чарт (1958—2018)     | Позиция |
| -------------------- | ------- |
| US Billboard Hot 100 | 62      |

| Регион | Сертификация | Продажи    |
| --- | ------------ | ---------- |
| Великобритания (BPI) | Золотой      | 400 000    |
| США (RIAA) | Золотой      | 1 000 000^ |
| ^ Данные о тиражах приведены только на основе сертификации. · Данные о продажах + прослушиваниях приведены только на основе сертификации. |              |            |

## Версия Smash Mouth
Американская поп-рок-группа Smash Mouth записала песню в 2001 году как часть саундтрека к фильму «Шрек». Группа также выпустила песню на своем одноимённом альбоме. Эдди Мерфи, изображая персонажа Осла, также исполнил песню в фильме. Версия Smash Mouth заняла 25-е место в Billboard Hot 100 и вошла в топ-20 в Новой Зеландии и Испании. В Австралии она достигла 9-го места, получив платиновую сертификацию за продажи, превышающие 70 000 экземпляров.

### Чарты и сертификации
| Чарт (2001)                                | Высшая позиция |
| ------------------------------------------ | -------------- |
| Австралия (ARIA)                           | 9              |
| Бельгия/Фландрия (Ultratip Bubbling Under) | 14             |
| Германия (GfK)                             | 94             |
| Ирландия (IRMA)                            | 39             |
| Италия (FIMI)                              | 23             |
| Нидерланды (Single Top 100)                | 87             |
| Новая Зеландия (Recorded Music NZ)         | 12             |
| Испания (PROMUSICAE)                       | 12             |
| США (Billboard Hot 100)                    | 25             |
| США (Billboard Adult Pop Airplay)          | 4              |
| США (Billboard Pop Airplay)                | 15             |

| Чарт (2018)                     | Высшая позиция |
| ------------------------------- | -------------- |
| Польша (Polish Airplay Top 100) | 75             |

| Чарт (2001)      | Позиция |
| ---------------- | ------- |
| Australia (ARIA) | 36      |

| Регион                                                      | Сертификация | Продажи |
| ----------------------------------------------------------- | ------------ | ------- |
| Австралия (ARIA)                                            | Платиновый   | 70 000^ |
| ^ Данные о тиражах приведены только на основе сертификации. |              |         |